# Cambio climático en Ghana
El cambio climático en Ghana está afectando a la población de varias maneras, ya que el país se encuentra en la intersección de tres zonas hidroclimáticas. Los cambios en las precipitaciones, las condiciones meteorológicas y la subida del nivel del mar afectarán a la salinidad de las aguas costeras. Se espera que esto afecte negativamente tanto a la agricultura como a la pesca. La economía nacional puede sufrir los efectos del cambio climático debido a su dependencia de sectores sensibles al clima como la agricultura, la energía y la silvicultura. Además, se prevé que el acceso al agua dulce sea más difícil y la reducción del suministro de agua tendrá un impacto negativo en la energía hidroeléctrica, que proporciona el 54% de la capacidad eléctrica del país. Además, es probable que en Ghana haya más casos de malaria y cólera, ya que ambos se ven afectados por los cambios en las condiciones del agua.
En 2015, el gobierno elaboró un documento titulado "Contribución prevista a nivel nacional de Ghana". A continuación, Ghana firmó el Acuerdo climático de París en 2016.

## Emisiones de gases de efecto invernadero

### Producción de combustibles fósiles
El yacimiento petrolífero de Jubilee entró en producción en 2010, aumentando las expectativas de creación de riqueza en Ghana. Sin embargo, la infraestructura necesaria para apoyar la industria petrolera de Ghana (almacenamiento, transporte, procesamiento) ha hecho necesaria la práctica de la quema de gas. "La quema de gas a largo plazo en el yacimiento de Jubilee puede ser inevitable" si no se acelera el desarrollo de las infraestructuras y produciría alrededor de 1.5 millones de toneladas de CO2 al año (el 7% del total de las emisiones nacionales de Ghana).

## Impactos en el entorno natural

### Cambios de temperatura y clima
Las zonas más secas del norte se han calentado a un ritmo más rápido que el sur de Ghana. En general, Ghana ha experimentado un aumento de la temperatura de 1.0 °C. desde 1960. El norte de Ghana sólo tiene una estación de lluvias, mientras que el sur tiene dos y las precipitaciones anuales son muy variables. Las tendencias a largo plazo de las precipitaciones son difíciles de predecir. Sin embargo, el Servicio Forestal del USDA concluyó en 2011 que no había "ninguna evidencia de que los eventos de lluvia extrema hayan aumentado o disminuido desde 1960".
Sin embargo, cuando se compara el mapa de clasificación climática de Köppen-Geiger para 1980-2016 y el mapa proyectado para 2071-2100 se predice el cambio de clasificación de "tropical, sabana" a "árido, estepa, cálido" en algunas zonas costeras".

### Aumento del nivel del mar
Los datos disponibles también muestran un aumento del nivel del mar de 2.1 mm por año en los últimos 30 años, lo que indica un aumento de 5.8 cm, 16.5 cm y 34.5 cm para 2020, 2050 y 2080.

### Recursos hídricos
Los descensos previstos del agua en las principales cuencas fluviales que abastecen de agua dulce al país, el río Volta, el río Bia y el río Tano, podrían aumentar los problemas de acceso al agua potable. Se prevé que el volumen de agua de la cuenca del Volta se reduzca un 24% y un 45% en 2050 y 2100, respectivamente. La continua reducción de las precipitaciones y el aumento de la tasa de evaporación pueden provocar tensiones políticas en la región, ya que Burkina Faso tiene previsto extraer agua de la cuenca del Volta.

## Impacto en las personas

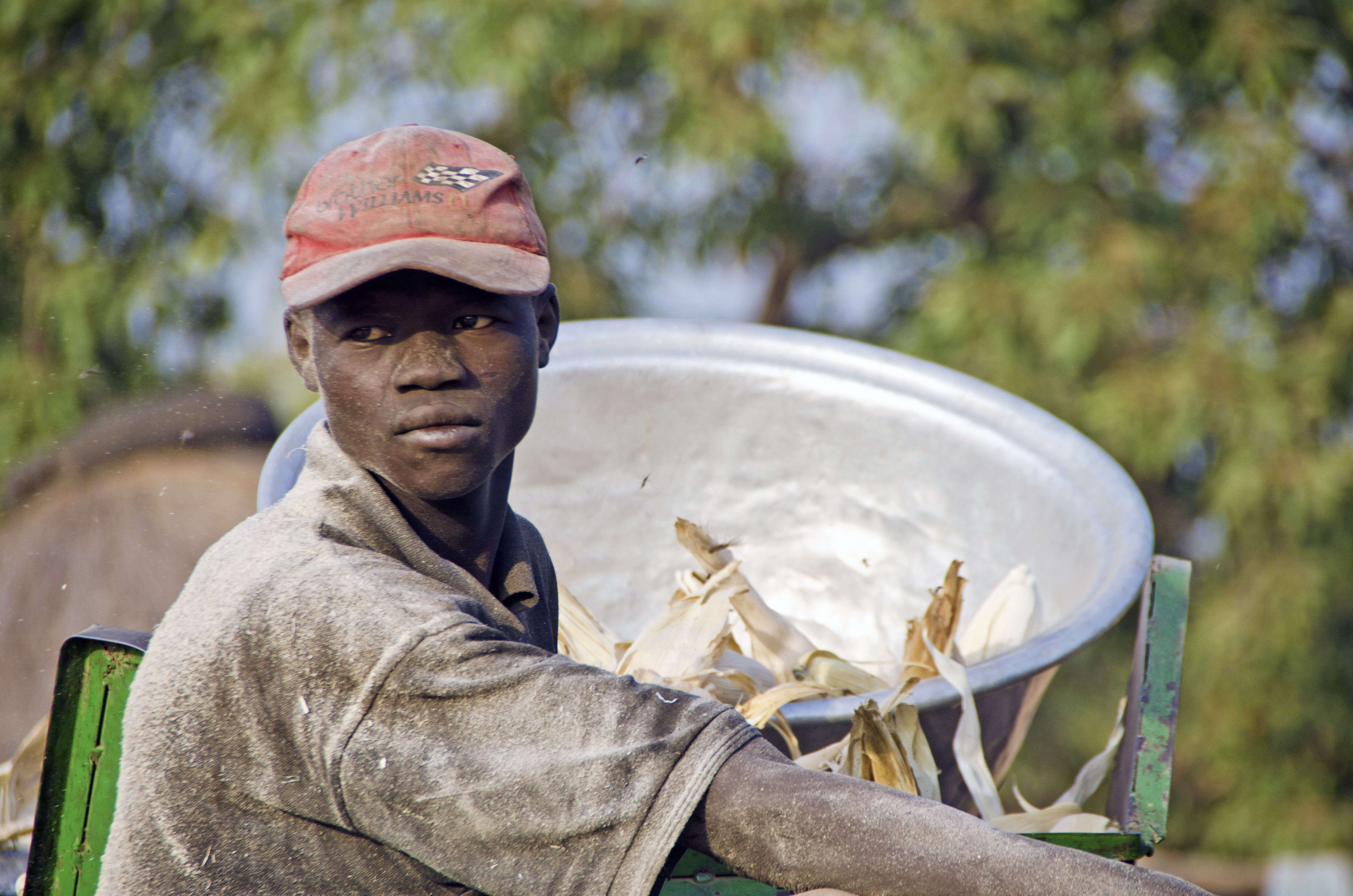
Agricultor de maíz en Tamaligu, Ghana, Región Norte.

### Impacto económico

#### Agricultura
El 45% de la población activa de Ghana depende de la agricultura de secano de los pequeños agricultores. Las perturbaciones debidas a la irregularidad de las lluvias y otras condiciones meteorológicas extremas tendrán un impacto negativo en el bienestar económico de la población. Además, se espera que los cultivos básicos como la mandioca, el maíz y el cacao (el principal cultivo comercial de Ghana) vean reducida su producción. Sobre la base de una observación climática de referencia de 20 años, se prevé que el rendimiento del maíz y de otros cultivos de cereales se reduzca en un 7% de aquí a 2050.

#### Pesca
Los mariscos representan entre el 40% y el 60% de la ingesta de proteínas en Ghana. Se prevé que las especies clave para la economía tengan peores ciclos de reproducción. La reducción de la producción pesquera ha estimulado la importación de marisco por valor de más de 200 millones de dólares al año.

#### Energía hidroeléctrica
Dado que el 54% de la capacidad de generación nacional es hidroeléctrica, es probable que la imprevisibilidad de las lluvias añada incertidumbre a una red eléctrica que ya experimenta frecuentes cortes (conocidos como dumsor). Algunas estimaciones sugieren que la capacidad podría caer hasta un 50% en la cuenca del Volta. Ghana experimentó una reducción del PIB entre 2012 y 2015 como respuesta parcial al deficiente suministro de energía.

### Impacto en la salud
Se prevé un aumento de las enfermedades transmitidas por el agua, como el cólera, y por los mosquitos, como la malaria.

## Mitigación y adaptación
Ghana firmó el Acuerdo de París el 22 de abril de 2016 y lo ratificó el 21 de septiembre de 2016. Se elaboró la primera estrategia nacional de adaptación al cambio climático en Ghana, que se aplicará entre 2010 y 2020. La adaptación busca reducir los riesgos que suponen las consecuencias del cambio climático. Las medidas de adaptación pueden planificarse con antelación o ponerse en marcha de forma espontánea en respuesta a una presión local, como la forestación, la rotación de tierras, la construcción de estructuras resistentes al clima, las infraestructuras con energía solar, etc. El Ministerio de Medio Ambiente, Ciencia, Tecnología e Innovación publicó un marco político en 2013. En 2015, Ghana elaboró un marco titulado "Contribución prevista a nivel nacional de Ghana" para esbozar un plan de reducción de las emisiones de carbono y mejorar la eternidad del uso del suelo, el transporte y otros sectores económicos y sociales.